# Дештансар
Дештансар (перс. دشتانسر) — село в Ірані, у дегестані Їлакі-є-Арде, у бахші Паре-Сар, шагрестані Резваншагр остану Ґілян. За даними перепису 2006 року, його населення становило 14 осіб, що проживали у складі 4 сімей.

## Клімат
Середня річна температура становить 11,32 °C, середня максимальна – 25,96 °C, а середня мінімальна – -3,65 °C. Середня річна кількість опадів – 441 мм.
| Клімат поселення                              | Клімат поселення | Клімат поселення | Клімат поселення | Клімат поселення | Клімат поселення | Клімат поселення | Клімат поселення | Клімат поселення | Клімат поселення | Клімат поселення | Клімат поселення | Клімат поселення | Клімат поселення |
| Показник                                      | Січ.             | Лют.             | Бер.             | Квіт.            | Трав.            | Черв.            | Лип.             | Серп.            | Вер.             | Жовт.            | Лист.            | Груд.            |                  |
| Середній максимум, °C                         | 8,55             | 7,80             | 9,68             | 14,55            | 19,56            | 24,03            | 25,96            | 25,62            | 21,25            | 18,26            | 12,34            | 8,91             |                  |
| Середня температура, °C                       | 2,83             | 2,06             | 3,96             | 8,82             | 13,84            | 18,30            | 21,56            | 21,23            | 16,86            | 13,86            | 7,96             | 4,51             |                  |
| Середній мінімум, °C                          | −2,89            | −3,65            | −1,77            | 3,10             | 8,12             | 12,58            | 17,16            | 16,84            | 12,48            | 9,47             | 3,55             | 0,12             |                  |
| Норма опадів, мм                              | 36               | 34               | 53               | 55               | 43               | 20               | 12               | 16               | 32               | 51               | 42               | 47               |                  |
| Середньомісячна швидкість вітру, м/с          | 2.10             | 2.51             | 2.55             | 2.70             | 2.20             | 2.10             | 2.40             | 2.22             | 1.88             | 2.00             | 2.06             | 1.96             |                  |
| Середньомісячна сонячна радіація, кДж/м²·день | 7254             | 9750             | 12010            | 16156            | 19895            | 22753            | 23566            | 20072            | 16793            | 11752            | 8823             | 6859             |                  |
| --------------------------------------------- | ---------------- | ---------------- | ---------------- | ---------------- | ---------------- | ---------------- | ---------------- | ---------------- | ---------------- | ---------------- | ---------------- | ---------------- | ---------------- |
| Джерело:                                      |                  |                  |                  |                  |                  |                  |                  |                  |                  |                  |                  |                  |                  |